# Regionaal Park Krekenavos
Het Regionaal Park Krekenavos (Krekenavos regioninis parkas) ligt in het zuiden van het district Panevėžys en reikt voor een klein deel tot in het district Kaunas. Het park werd gecreëerd in 1992 om de middenloop van de rivier Nevėžis te beschermen en de natuurlijke en culturele waarden van het gebied te behouden. Het gebied is in totaal 115,89 hectare.

## Flora en fauna
In het Regionaal Park Krekenavos leven sinds 1973 wisenten (Bison bonasus). In dat jaar werden de eerste vijf wisenten in het gebied geherintroduceerd. Ze kwamen uit het fokcentrum in het Biosfeerreservaat Prioksko-Terrasny, wat destijds in de Sovjet-Unie lag. In 2010 was het aantal wisenten gegroeid tot 61 exemplaren. Andere dieren in het gebied zijn bijvoorbeeld de otter (Lutra lutra) en bever (Castor fiber). Onder de zeldzame planten bevindt zich het soldaatje (Orchis militaris)

## Galerij

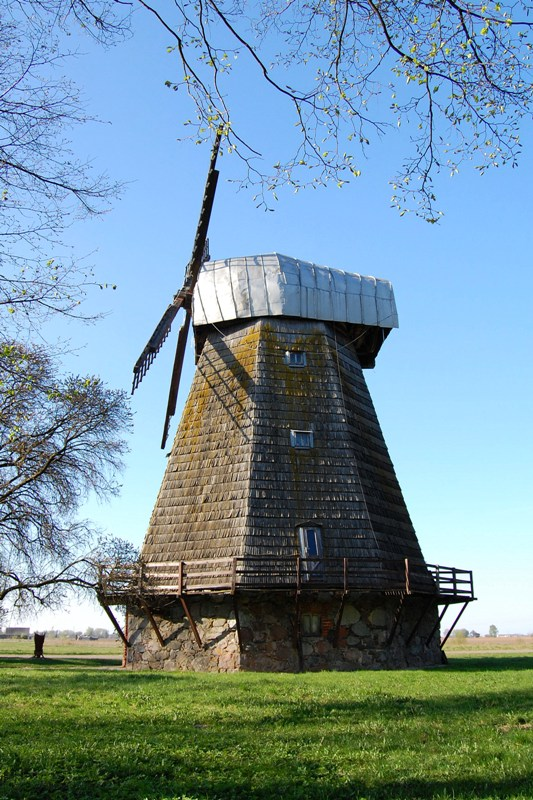
Molen van meer dan 100 jaar oud in het dorp Stultiškiai.
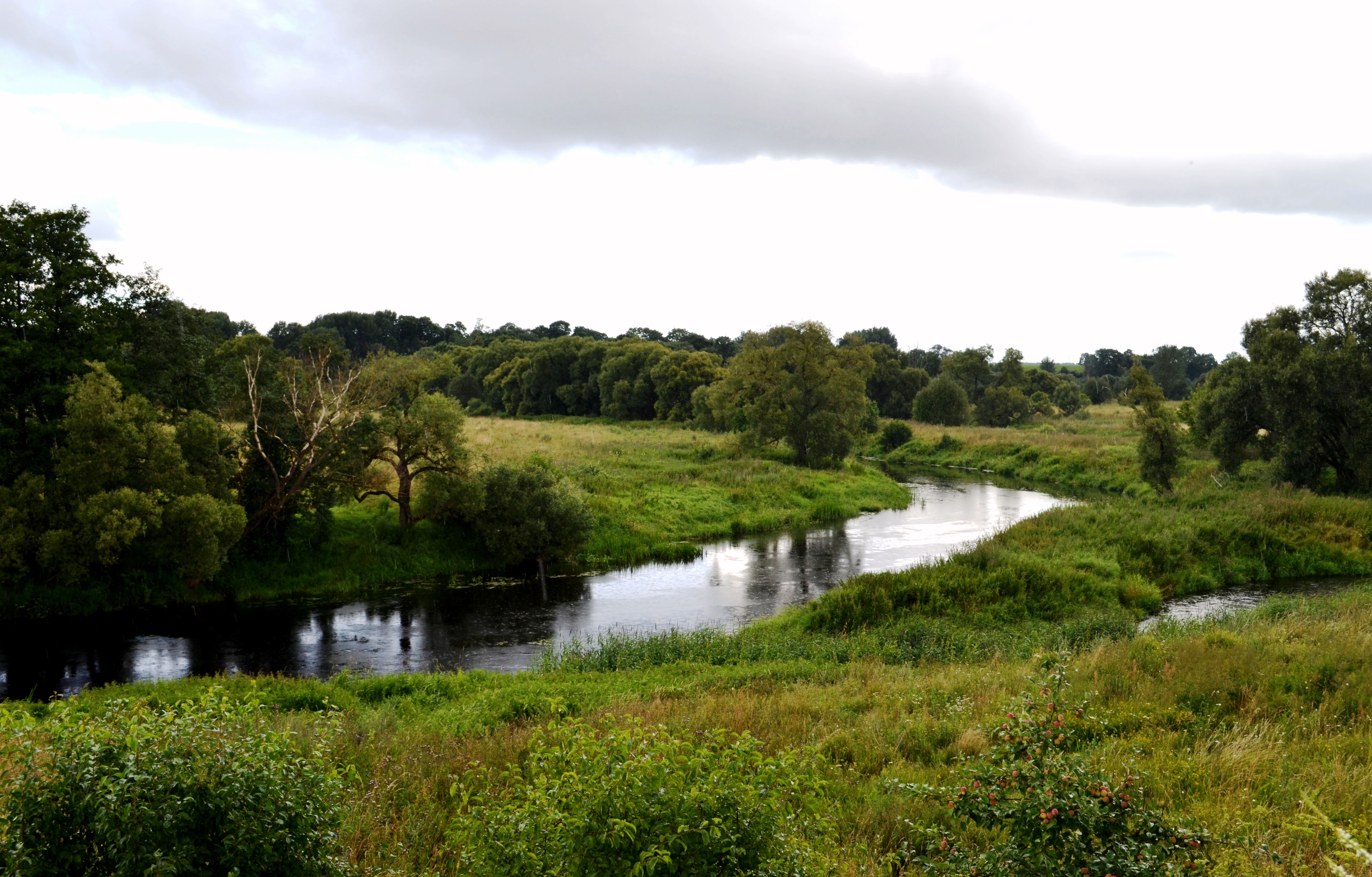
De rivier Nevėžis.
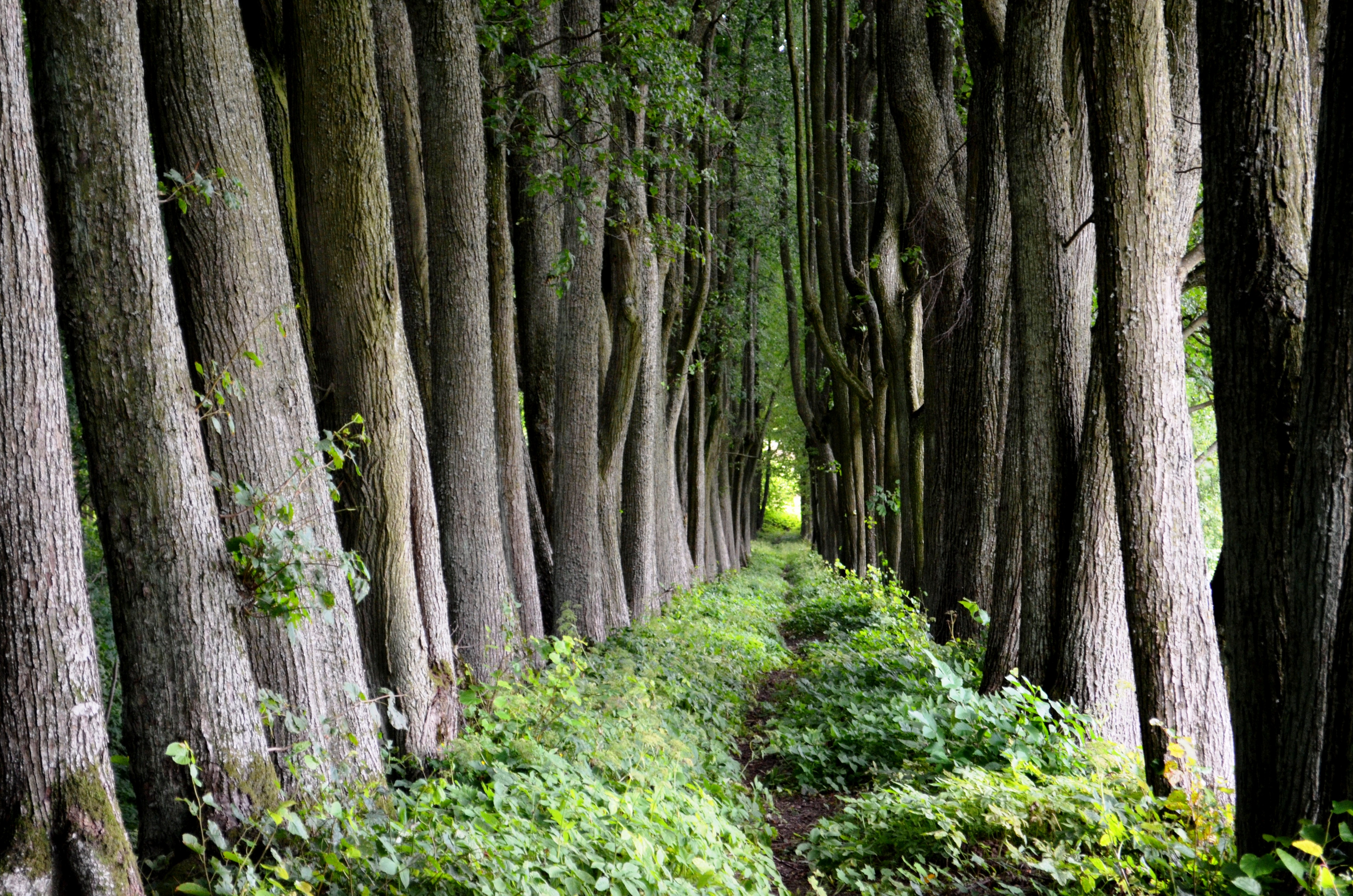
In het dorpje Daniliškės is een imposante 263 meter lange lindelaan te bezichtigen.
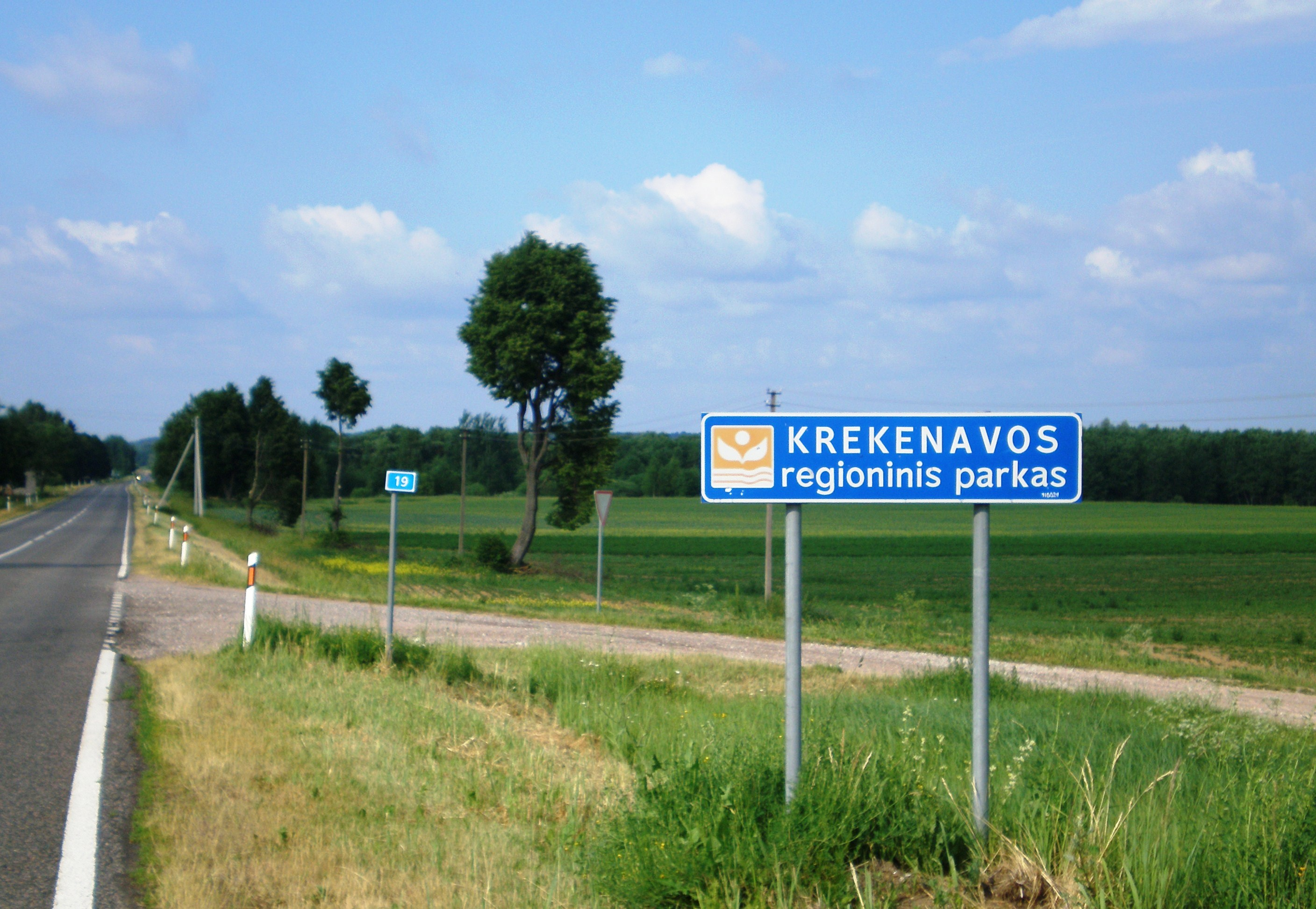
Inrit naar het Krekenavos Regionaal Park.
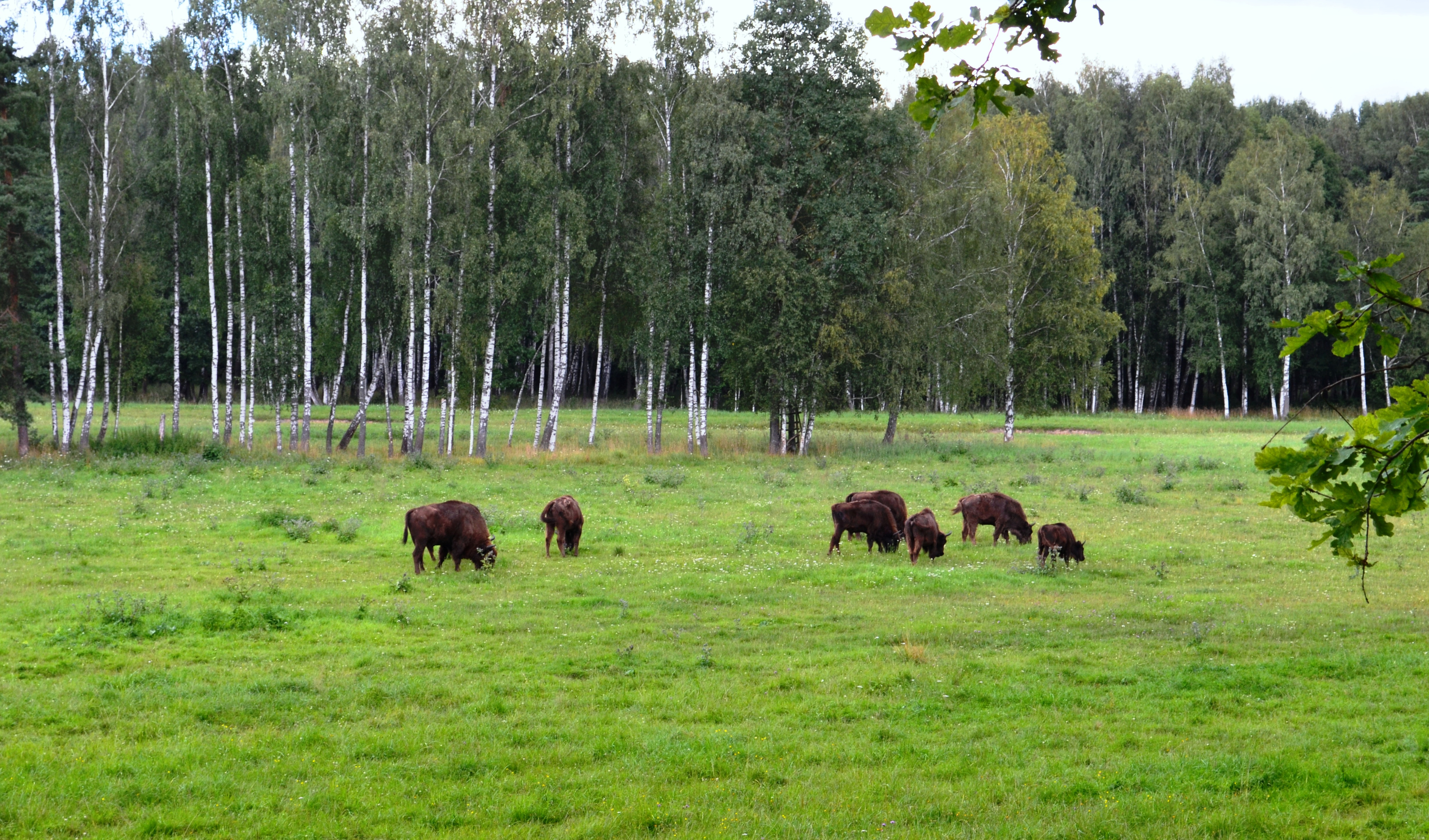
Wisenten in het Krekenavos Regionaal Park.